# Michael Hagberg
Karl Lennart Michael Hagberg, född 13 februari 1954 i Sköldinge församling i Södermanlands län, död 16 oktober 2022 i Katrineholm, var en svensk politiker (socialdemokrat), som från 1994 till 2010 var riksdagsledamot. Han var dessförinnan ersättare i riksdagen en kort period 1991. Han var ledamot i försvarsutskottet, ledamot i Europarådets svenska delegation och suppleant i Nordiska rådets svenska delegation. Hagberg var invald för Södermanlands läns valkrets. Han var ombudsman.